# Saint-Martin-du-Vieux-Bellême

Saint-Martin-du-Vieux-Bellême este o comună în departamentul Orne, Franța. În 1 ianuarie 2022 avea o populație de 540 de locuitori.